# کالینینائول (نوگایسکی)
کالینینائول (به لاتین: Kalininaul) یک منطقهٔ مسکونی در روسیه است که در شهرستان نوگایسکی (داغستان) واقع شده‌است.